# ۲۱۰۵۰ بک هانسن
سیارک ۲۱۰۵۰ (به انگلیسی: 21050 Beck، نامگذاری:1990TG2) بیست و یک هزار و پنجاهمین سیارک کشف شده‌است که در ۱۰ اکتبر ۱۹۹۰ کشف شد.
قدر مطلق سیارک برابر ۱۳.۵ است.